# جازي
جازي (بالإنجليزية: Djezzy)‏ هي أول مشغل لشبكة الهاتف المحمول في الجزائر، وهو فرع لشركة فيمبلكوم الروسية.يحتل جازي حصة سوقية تبلغ 46% ويعد ثاني أكبر مشغل في البلاد، حيث بلغ عدد مشتركيه أكثر من 14.9 مليون مشترك منذ عام 2017، مع تغطية شبكية تصل إلى 93% من السكان في جميع الولايات الـ58. حصل جازي على رخصة جي إس إم الثانية في الجزائر في يوليو 2001، بسعر بلغ 737 مليون دولار، وبدأت خدماته رسميًا في 15 فبراير 2002.
يواجه جازي منافسين رئيسيين، هما شبكة الهاتف المحمول الحكومية موبيليس وفرع أوريدو القطرية، أوريدو الجزائر. كانت جازي تُعتبر من أهم فروع مجموعة أوراسكوم للاتصالات، حيث شكلت أرباحها أكثر من 38% من إجمالي أرباح الشركة الأم. ومع ذلك، تعرضت الشركة لأزمة كبيرة بعد التوترات بين الجزائر ومصر عقب مباراة كرة القدم بين المنتخبين في نوفمبر 2009، مما أدى إلى انخفاض كبير في قيمة أسهم أوراسكوم تيليكوم في بورصة القاهرة.
في عام 2010، تقدمت الحكومة الجزائرية لشراء حصة 51% من أسهم الشركة، وفي 1 يوليو 2022، أعلن الصندوق الوطني للاستثمار عن شراء حصة فيمبلكوم، مما جعل جازي شركة مملوكة بالكامل للدولة الجزائرية.

## التاريخ
في أغسطس 2001، فازت مجموعة أوراسكوم تليكوم برخصة الهاتف المحمول الثانية في الجزائر بمبلغ 737 مليون دولار، وقررت اتصالات الإمارات الترشح لشرائها لتكون أول فرع لها في الجزائر. منذ ذلك الحين، استثمرت الشركة ما يقدر بـ 2.5 مليار دولار أمريكي حتى الآن، مع أكثر من 4000 موظف، مقدمة مجموعة متنوعة من العروض والحلول بما في ذلك 3G و2G وVSAT.
تولى فينتشينزو رئاسة الشركة منذ يوليو 2002. وفي 18 نوفمبر 2009، أعلنت مجموعة أوراسكوم تليكوم المصرية أنها قد أُبلغت رسميًا من المديرية العامة للضرائب (DGI) بتعديل ضريبي قدره 596.6 مليون دولار لشركتها الجزائرية جازي.
بلغ عدد مشتركي جازي 18.872 مليون مشترك في نوفمبر 2014.
في يناير 2015، سيطر صندوق الاستثمار الوطني (FNI) على 51% من رأس مال الشركة بعد ثلاث سنوات من المفاوضات، ومع ذلك، احتفظت مجموعة فيون بمسؤولية إدارة الشركة بنسبة 49% من الأسهم.
في عام 2016، قامت جازي، بالشراكة مع شركة Be-Bound الفرنسية الناشئة، بتقديم إمكانية استخدام الإنترنت على الهواتف المحمولة دون الحاجة إلى الجيل الثالث، مما يسمح للعملاء بالاتصال حتى مع وجود إشارة ضعيفة، عبر شبكة جي إس إم أو شبكة الرسائل القصيرة، باستخدام تقنية جديدة تُعرف بالجيل الرابع.
في عام 2020، قامت جازي بتوسيع خدماتها لتسمح لمستخدميها بالاتصال باستخدام الجيل الخامس بدلاً من الجيل الرابع.

## الترقيم
تبدأ أرقام هواتف مشتركي جازي بـ (07) 7x xx xx xx ، (07) 9x xx xx xx أو (07) 8x xx xx xx لأحدث الأرقام.

## الشعار

شعار شركة جازي منذ تأسيسها إلى 2015

## منتوجات جازي
- جازي كارت
- جازي امتياز
- جازي ملينيوم

## وصلات خارجية
- (بالعربية) الموقع الرسمي لجازي
- (بالفرنسية) الموقع الرسمي لجازي باللغة الفرنسية